# NGC 487
NGC 487 is een spiraalvormig sterrenstelsel in het sterrenbeeld Walvis. Het hemelobject ligt ongeveer 248 miljoen lichtjaar van de Aarde verwijderd en werd in 1886 ontdekt door de Amerikaanse astronoom Francis Preserved Leavenworth.

## Synoniemen
- PGC 4958
- MCG -3-4-56